# Festival Clin d'œil
Le Festival Clin d'œil est un festival international des arts en langue des signes créé en 2003, ayant lieu tous les deux ans en juillet pendant quatre jours. Plusieurs domaines artistiques sont représentés : théâtre, danse, cinéma, arts visuels, spectacles de rue, etc.

## Histoire
L'association CinéSourds a créé ce festival en 2003 afin de « défendre la création et l’expression d’artistes en langue des signes ». Il y avait trois artistes étrangers invités : Lars Otterstedt, metteur en scène suédois, Con Melhum, réalisateur norvégien et Giuseppe Giuranna, comédien italien. Pour ce premier festival, environ 400 personnes viennent. Mais c'est en 2005, qu'a vraiment commencé le festival Clin d'œil en tant que tel.
Lors de sa cinquième édition, en 2011,  plus de 6 000 visiteurs ont participé aux différentes manifestations. Pour ses dix ans, en 2013, le festival a pu accueillir plus de 3 000 personnes par jour et 275 artistes. En 2015, près de 4 500 festivaliers par jour ont profité d'une programmation théâtrale et cinématographique internationale.

## Présentation

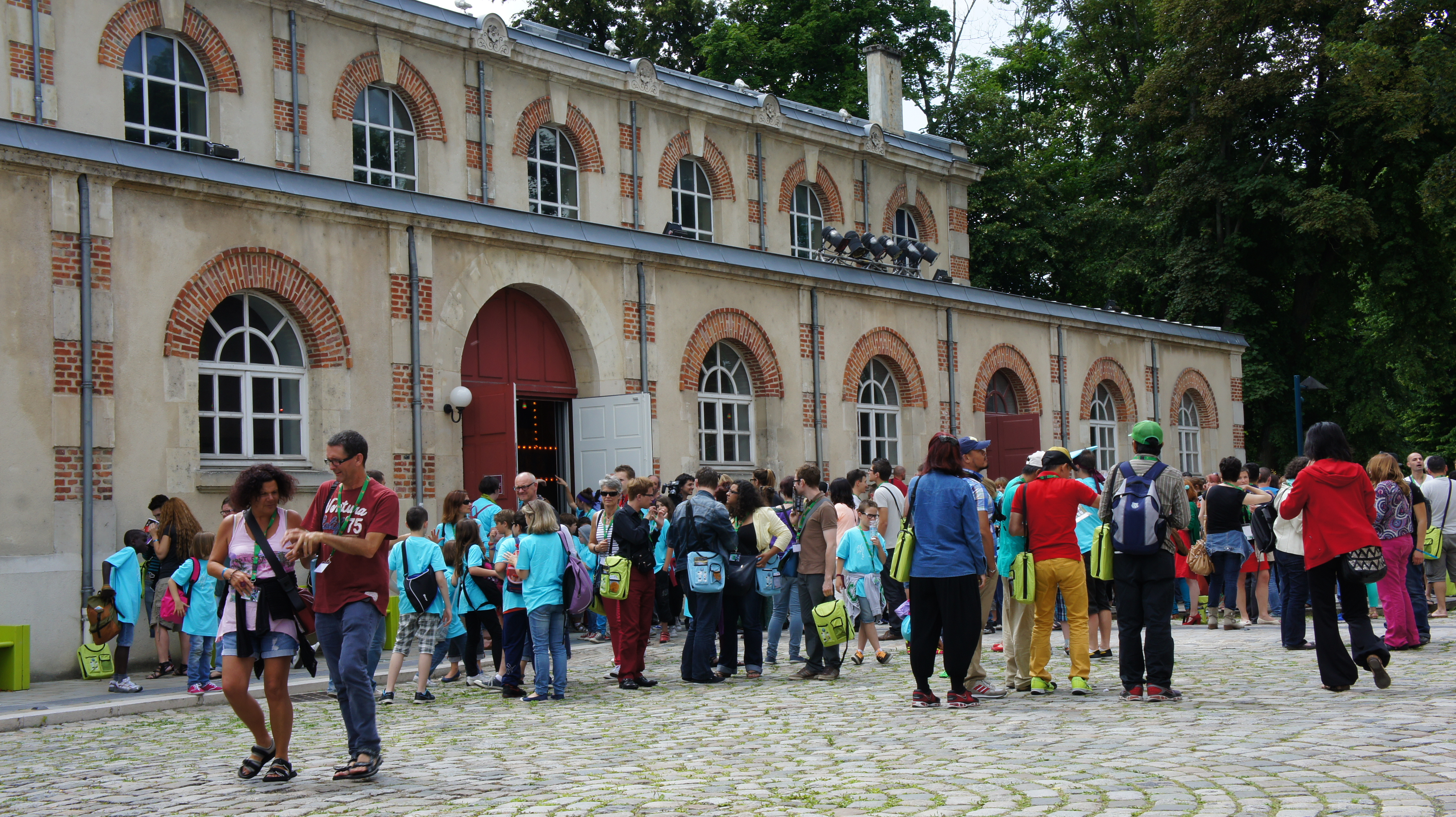
La foule devant le Manège

Le Festival Clin d'œil permet une présentation du panorama international de la culture sourde accessible à tous les publics. Il offre des spectacles en langue des signes : des one-man-show, des pièces de théâtre, de la danse, du Théâtre de rue, une compétition de courts métrages, des expositions artistiques et professionnelles, etc.
Depuis 2005, des ateliers destinés aux enfants et adolescents sont proposés en parallèle du Festival. En 2013, ils se sont déroulés au Centre Saint-Exupéry de Reims[réf. nécessaire].
Cette festivité est programmée tous les deux ans à Reims. Chaque édition met à l'honneur un pays hors Union Européenne.

## Organisation

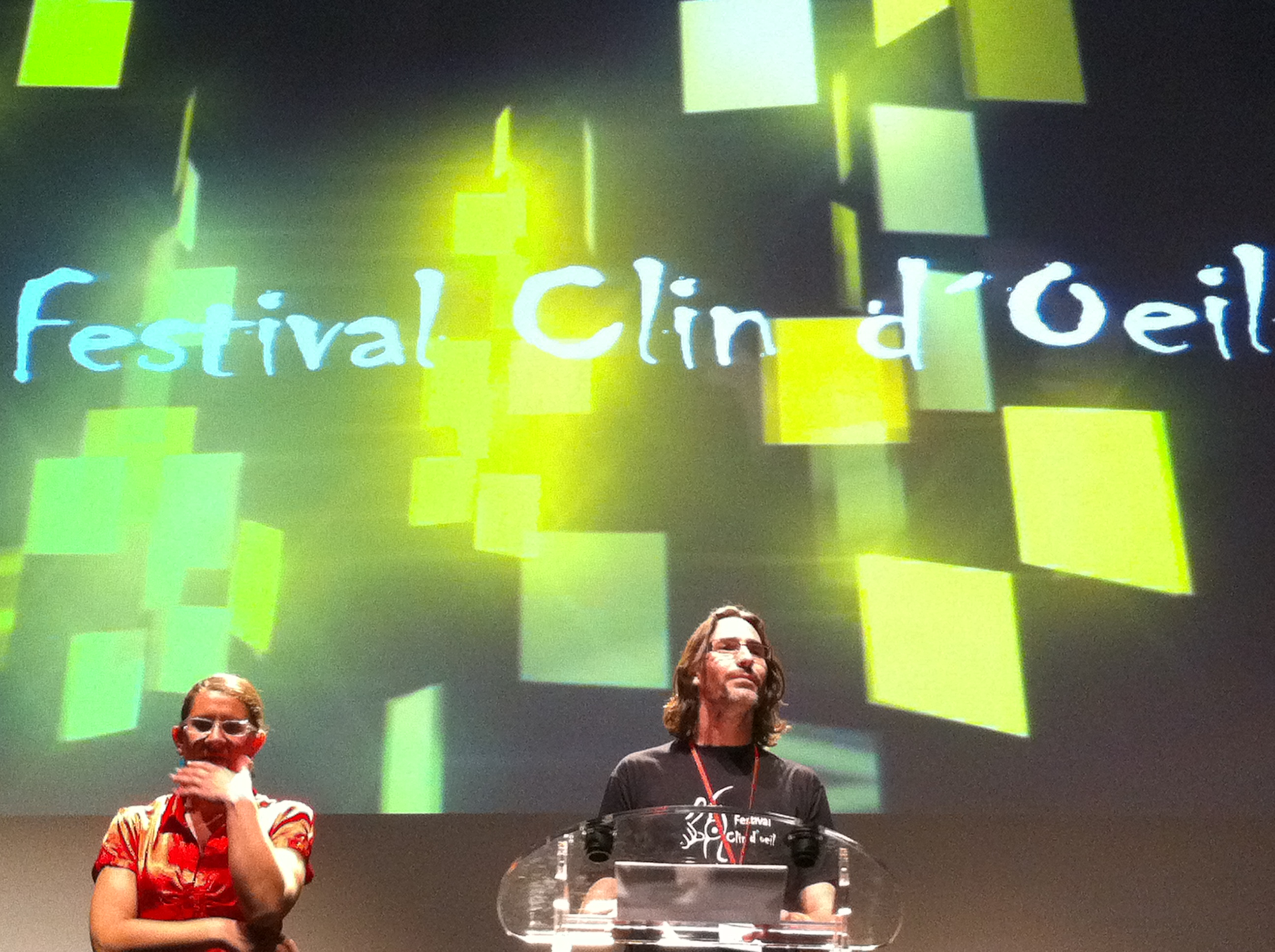
David De Keyzer

### Directeur du Festival
David de Keyzer est le directeur artistique du Festival Clin d’Oeil.

### Lieux des représentations
- La Comédie de Reims = Programme IN
- Le Centre culturel et numérique Saint-Exupéry = Programme IN
- Le Parking du stade Delaune = Programme OFF

Anciens lieux
- Place Drouet-d'Erlon
- Place du Forum
- Le Manège de Reims
- Le Cirque
- Le Centre des Congrès de Reims

## Invité d’honneur
- 2007 :  Russie[8]
- 2009 :  Australie[9]
- 2011 :  États-Unis[10]
- 2013 :  Japon[10]
- 2015 :  Mexique[8]
- 2017 :  Brésil

## Fréquentation et exposition médiatique
| Année                           | 2003 | 2005  | 2007  | 2009  | 2011  | 2013                   | 2015  | 2017  |
| ------------------------------- | ---- | ----- | ----- | ----- | ----- | ---------------------- | ----- | ----- |
| Nombre de Festivaliers par jour | 400  | 1 350 | 1 500 | 1 700 | 2 000 | 3 000[réf. nécessaire] | 4 500 | 4 000 |